# عمر أحمد (لاعب كرة قدم مواليد 1999)
عمر احمد سالم عبد الله صالح (مواليد 1 يناير 1999، لاعب كرة قدم إماراتي يجيد اللعب في الدفاع.

## مسيرة اللاعب
لعب مع نادي شباب الأهلي ونادي خورفكان ونادي البطائح.

## روابط خارجية
عمر أحمد سالم على موقع قاعدة بيانات كرة القدم.إي يو (الإنجليزية)
- عمر أحمد سالم على موقع Soccerway.com (الإنجليزية)